# Quinze ans
Quinze ans est un livre autobiographique de Philippe Labro paru en 1992 et publié par les éditions Gallimard dans la Collection blanche. Le roman est réédité en format poche dans la collection Folio en 1995. 

## Présentation
Quinze ans, c'est l'âge du narrateur au moment du récit, l'« âge ingrat ». Le livre raconte de manière romancée l'adolescence de l'auteur, en retraçant sa rencontre avec un jeune homme, Alexandre, et sa sœur, l'énigmatique Anna, âgée de 17 ans, pour laquelle il va éprouver « de l'amour-passion ». 
Le roman, dont l'action se situe en 1950,, évoque une époque révolue, à la fois plus libre dans ses actes et plus bridée que l'époque contemporaine. Le livre se situe, dans la chronologie interne de l'œuvre, avant L'Étudiant étranger et après Le Petit Garçon ,.

## Publications
- Quinze ans, Collection blanche, Gallimard, 1992  (ISBN 978-2070728947)
- Quinze ans, Folio, 1995  (ISBN 978-2070392704)